# Messerschmitt P.1100
Die Messerschmitt P.1100 war ein Konzept auf Basis der Messerschmitt Me 262 für einen strahlbetriebenen Allwetterzerstörer mit Druckkabine der Messerschmitt AG, welches Anfang 1943 entworfen wurde.

## Beschreibung
Messerschmitt entwarf von der P.1100 zwei unterschiedliche Ausführungen. Während die Erste als Allwetterjäger ausgelegt war und eine starre nach vorn gerichteter Waffenanlage (4 × 3-cm-MK 108) aufweisen sollte, wurde die zweite Variante als Zerstörer geplant. Diese besaß zusätzlich rückwärts gerichtete Waffenanlagen. Mit verschiedenen Rüstsätzen sollte die Waffenanlage der P.1100 noch weiter erhöht werden können. So war unter anderem der Einbau einer MK 114 für 5-cm-Minengranaten vorgesehen. In einer ersten Studie sollte als Triebwerk das von Junkers gefertigte Strahltriebwerk vom Typ Jumo 004 C zum Einsatz kommen. Allerdings plante Messerschmitt dieses durch das leistungsstärkere Heinkel-Hirth HeS 011 zu ersetzen. Der Rumpf der Maschine sollte dabei in Schalenbauweise entstehen. In seiner Mitte sollten fünf schusssichere Kraftstoffbehälter untergebracht werden, die zusammen ein Fassungsvermögen von 3000 l beinhalteten.

## Technische Daten
| Besatzung  | 2                                   |
| Spannweite | 12,61 m                             |
| Länge      | 12,00 m                             |
| Höhe       | 4,40 m                              |
| Spurweite  | 3,20 m                              |
| Startmasse | 10.262 kg                           |
| Triebwerke | 2 × Jumo 004 C mit je 1200 kg/Schub |